# Michal Peňaška
Michal Peňaška (* 30. srpna 1986, Malacky) je slovenský fotbalový útočník či obránce, od července 2015 působící v SV Waidhofen/Thaya.

## Klubová kariéra
Svoji fotbalovou kariéru začal v ŠK Malacky, odkud v průběhu mládeže zamířil do ŠK Slovan Bratislava. V roce 2005 se propracoval do seniorské kategorie, kde nastupoval za rezervu. Za první tým neodehrál žádný ligový zápas. V zimním přestupovém období sezony 2012/13 odešel na hostování do FK Dukla Banská Bystrica, kde působil do podzimní části ročníku 2014/15. V zimní pauze sezóny 2014/15 se vrátil do Slovanu Bratislava. V lednu 2015 odešel hostovat do prvoligového Spartaku Myjava. V létě 2015 Slovan definitivně opustil a podepsal kontrakt s rakouským týmem SV Waidhofen/Thaya.

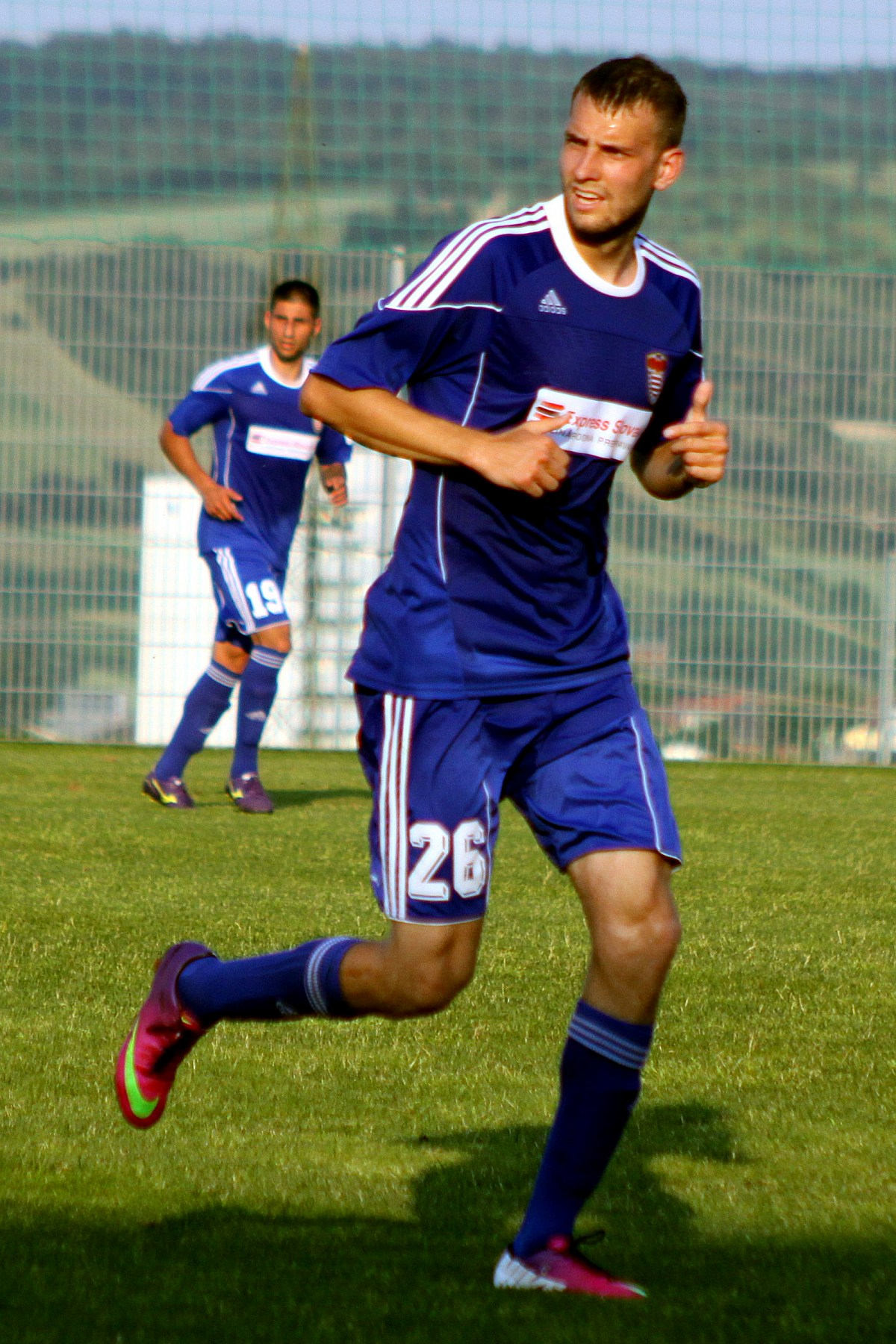
Michal Peňaška